# Wilhelmsburg (Vorpommern)
Wilhelmsburg er en by og kommune i det nordøstlige Tyskland, beliggende i Amt Torgelow-Ferdinandshof i den sydøstlige del af Landkreis Vorpommern-Greifswald. Landkreis Vorpommern-Greifswald ligger i delstaten Mecklenburg-Vorpommern.

## Geografi
Wilhelmsburg er beliggende ved østenden af Friedländer Große Wiese i et fladt område. Mod syd ligger store skovområder, der udgør en del af området Ueckermünder Heide.
I kommunen ligger ud over Wilhelmsburg:
| - Eichhof - Eichhof Wohnsiedlung - Fleethof - Friedrichshagen | - Mariawerth - Mühlenhof - Mittagsberg |

## Trafik
I nabokommunen mod nord Ferdinandshof, er der tilkørsel til Bundesstraße B 109 Berlin–Greifswald og stoppested for regionaltog på jernbanen Berlin–Stralsund.

## Eksterne kilder og henvisninger
- Wikimedia Commons har flere filer relateret til Wilhelmsburg (Vorpommern)
- Kommunens side Arkiveret 12. december 2018 hos  Wayback Machine på amtets websted
- Befolkningsstatistik mm (Webside ikke længere tilgængelig)